# Sornzig-Ablaß
Sornzig-Ablaß était une commune de Saxe (Allemagne), située dans l'arrondissement de Saxe-du-Nord, dans le district de Leipzig. Le 1er janvier 2011 elle est devenue un quartier de Mügeln.